# Rockport (Massachusetts)
Rockport es un pueblo ubicado en el condado de Essex en el estado estadounidense de Massachusetts. En el Censo de 2010 tenía una población de 6.952 habitantes y una densidad poblacional de 153,04 personas por km².

## Historia
Antes de la llegada de los primeros colonos y exploradores ingleses, Cabo Ann estaba habitado por varios poblados de indios nativos de la tribu de los Agawam. Samuel de Champlain llamó a la península "Cap Aux Isles" en 1605, y desembarcó allí brevemente. Cuando los primeros colonos se asentaron permanentemente en 1623, la mayoría de los habitantes nativos habían perecido por las enfermedades contagiosas transmitidas por los europeos.
La zona que comprende Rockport estuvo despoblada durante más de 100 años, siendo utilizada por los habitantes de Gloucester como fuente de madera para la construcción de barcos. En 1743 se construyó un muelle en Sandy Bay, y se utilizó para el comercio de la madera y la pesca. A comienzos del siglo XIX se comenzaron a explotar las primeras canteras de granito. En 1830, la piedra era exportada a todas las ciudades a lo largo de la costa Este de los EE. UU. 
Mientras Gloucester se desarrollaba como centro urbano, el pueblo de Rockport permaneció como un pequeño puerto pesquero que albergaba algunas fincas y villas de veraneo. En 1840, se constituyó como pueblo independiente. Durante la revolución industrial, la gran demanda de granito impulsó enormemente la creación de nuevas canteras y su posterior comercialización. Muchos inmigrantes de Suecia y Finlandia se establecieron en el pueblo, ya que eran canteros expertos.
La demanda de granito disminuyó notablemente durante la Gran Depresión, pero Rockport se configuró un refugio de artistas, atraídos por sus playas de grava y guijarros, las barracas de los pescadores, el puerto con las barcas fondeadas, y el hecho de que Cabo Ann había sido inmortalizado por Rudyard Kipling en "Capitanes intrépidos". Una barraca de color rojo en el muelle de Bradley, conocido como "Motivo número 1" ha sido modelo para infinidad de cuadros primeramente, y actualmente para la fotografía.
Actualmente, el pueblo es sobre todo una zona residencial y centro turístico por sus playas rocosas y sus paseo marítimos al lado del océano Atlántico, aunque aún viven en él cierto número de pescadores de langosta y artistas.

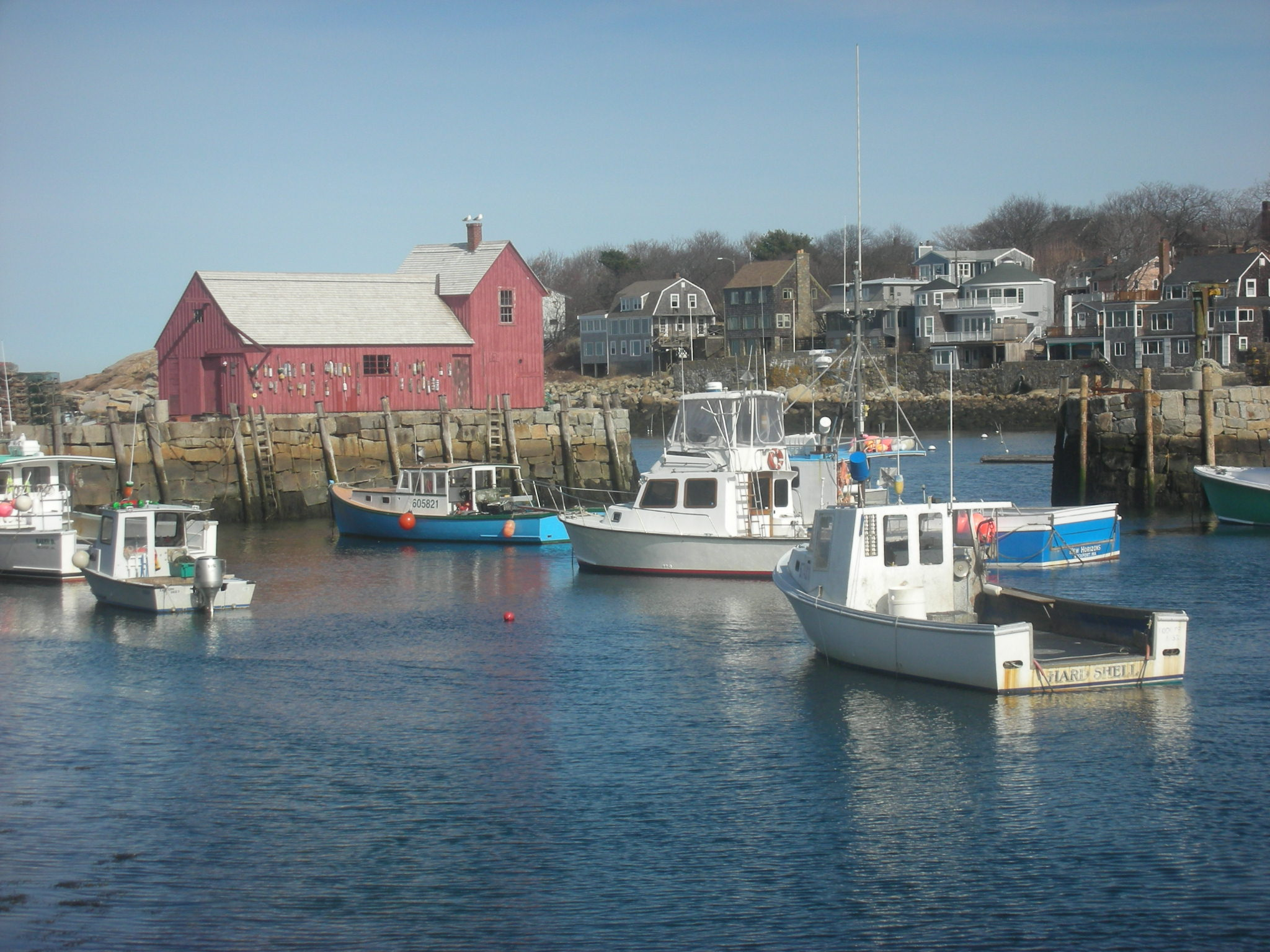
Motivo nº 1

## Geografía
Rockport se encuentra ubicado en las coordenadas 42°39′25″N 70°36′17″O / 42.65694, -70.60472. Según la Oficina del Censo de los Estados Unidos, Rockport tiene una superficie total de 45.43 km², de la cual 18.11 km² corresponden a tierra firme y (60.14%) 27.32 km² es agua.

## Demografía
Según el censo de 2010, había 6.952 personas residiendo en Rockport. La densidad de población era de 153,04 hab./km². De los 6.952 habitantes, Rockport estaba compuesto por el 97.02% blancos, el 0.65% eran afroamericanos, el 0.07% eran amerindios, el 0.81% eran asiáticos, el 0.09% eran isleños del Pacífico, el 0.32% eran de otras razas y el 1.05% pertenecían a dos o más razas. Del total de la población el 1.6% eran hispanos o latinos de cualquier raza.